# Franc Noir de la Haute Saône
Die Rotweinsorte  Franc Noir de la Haute Saône  war früher in den nordöstlichen Weinbaugebieten Frankreichs weit verbreitet, ist heute jedoch mit weniger als 5 Hektar Rebfläche im Sortenspiegel des Départements Aube vertreten. Um das Jahr 1845 wurde die Sorte durch den Lehrer Gougenot im Département Haute-Saône stark propagiert.

## Herkunft
Aufgrund genetischer Untersuchungen von 352 Rebsorten im Jahr 1998 stellte sich heraus, dass die Sorten Aligoté, Aubin Vert, Auxerrois, Bachet Noir, Beaunoir, Chardonnay, Dameron, Gamay Blanc Gloriod, Gamay, Knipperlé, Melon de Bourgogne, Peurion, Romorantin, Roublot und Sacy  ähnlich wie auch die Sorte Franc Noir de la Haute Saône alle aus spontanen Kreuzungen zwischen Pinot und Gouais Blanc entstanden. Da die genetischen Unterschiede zwischen Pinot Blanc, Pinot Gris und Pinot Noir äußerst gering sind, liegt eine genaue Spezifizierung des Pinot-Typs noch nicht vor.
Der Erfolg dieser spontanen Kreuzung wird dadurch erklärt, dass die beiden Elternsorten genetisch gesehen grundverschieden sind. Während die Sorten der Pinot-Familie vermutlich aus dem Burgund stammen, wurde der Gouais Blanc von den Römern nach Frankreich gebracht. In den Rebgärten des Burgunds und der südlichen Champagne standen beide Sorten während einiger Jahrhunderte im Gemischten Satz.
Abstammung: Pinot × Gouais Blanc

## Ampelographische Sortenmerkmale
In der Ampelographie wird der Habitus folgendermaßen beschrieben:
- Die Triebspitze ist stark weißwollig behaart. Die Jungblätter sind leicht behaart und gelbfarben.
- Die mittelgroßen Blätter sind fünflappig und mäßig gebuchtet. Die Stielbucht ist sehr schmal geöffnet oder sogar geschlossen. Das Blatt ist stumpf gezähnt. Die Zähne sind im Vergleich der Rebsorten mittelweit bis weit gesetzt. Die Blattoberfläche (auch Spreite genannt) ist blasig derb. Im Herbst rötet sich das Laub partiell.
- Die konus- bis walzenförmige Traube ist klein und dichtbeerig. Die leicht länglichen Beeren sind klein und von schwarzblauer Farbe.

Die Rebsorte Franc Noir de la Haute Saône reift ca. 10–12 Tage nach dem Gutedel und zählt daher zu den früh reifenden Sorten. 

## Synonyme
Die Sorte Franc Noir de la Haute-Saône ist auch unter den Namen Franc Noir De Cendrecourt, Franc Noir De Gy, Franc Noir De Jussey, Franc Noir De Venere, Gougenot, Gougenot Saone und Plant Jacquot bekannt.